# 曼杜比河

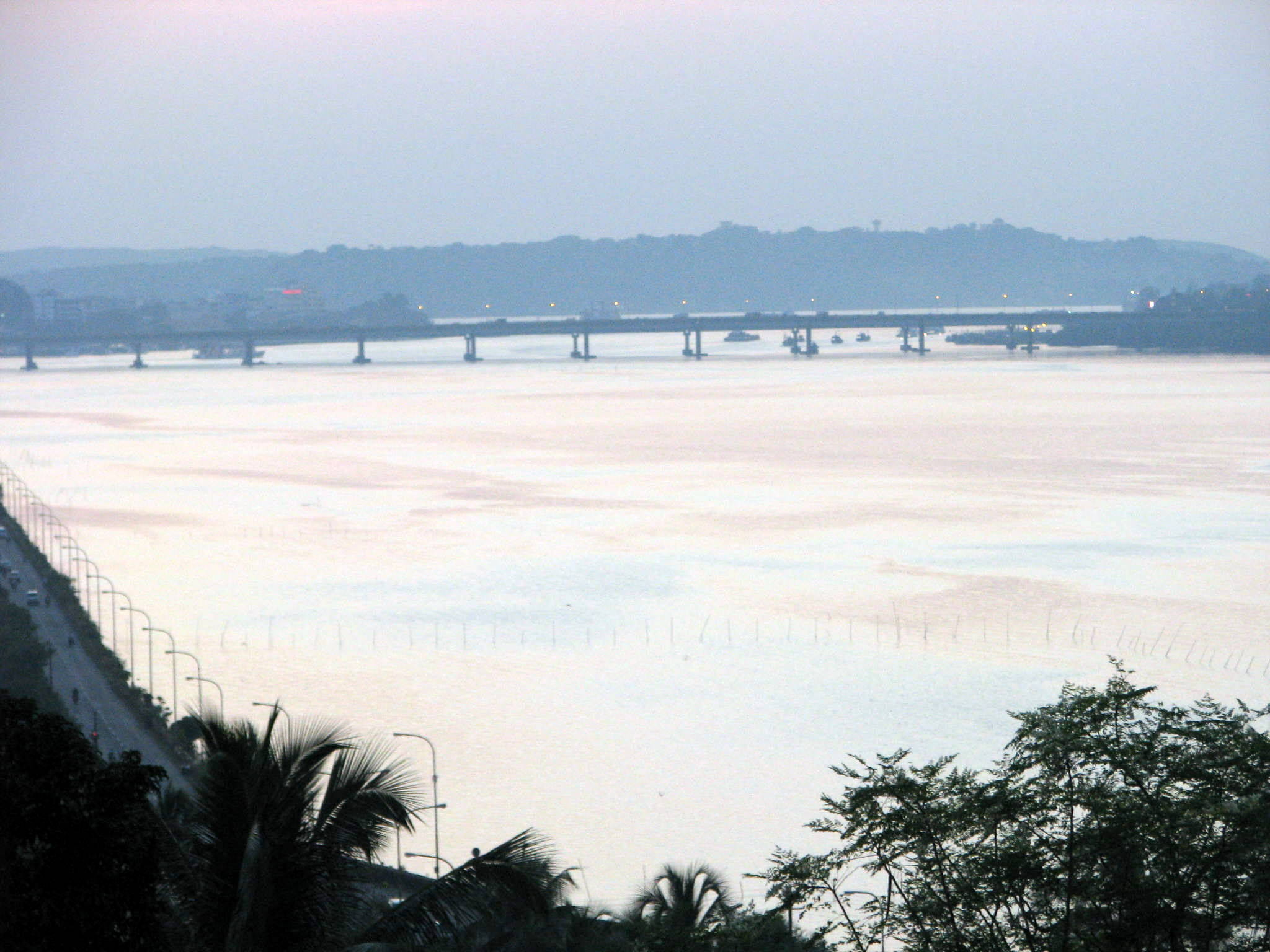

曼杜比河是印度的河流，位於果阿邦，與祖阿里河同是該地區最重要的河流，河道全長77公里，流域面積2,032平方公里，發源自西高止山脈，最終注入阿拉伯海。
15°30′12″N 73°50′28″E / 15.503373°N 73.841246°E